# 준의 운항 노선
2018년 1월 기준으로 준 항공은 다음의 노선을 운항 중이다.
2019년 6월 29일까지 전 노선을 모기업인 에어 프랑스로 이관하였다.

## 과거 운항 노선

### 아시아

#### 남아시아
- 인도
  - 뭄바이 - 차트라파티 시바지 국제공항

#### 서남아시아
- 이란
  - 테헤란 - 테헤란 이맘 호메이니 국제공항

### 아프리카

#### 남아프리카
- 남아프리카 공화국
  - 케이프타운 - 케이프타운 국제공항

#### 북아프리카
- 이집트
  - 카이로 - 카이로 국제공항

### 유럽

#### 서유럽
- 프랑스
  - 파리 - 파리 샤를 드 골 국제공항 허브
- 독일
  - 베를린 - 베를린 테겔 국제공항

#### 남유럽
- 스페인
  - 마드리드 - 마드리드 바하라스 국제공항
  - 바르셀로나 - 바르셀로나 엘프라트 국제공항
- 이탈리아
  - 로마 - 레오나르도 다 빈치 국제공항
  - 나폴리 - 나폴리 국제공항
- 튀르키예
  - 이스탄불 - 아타튀르크 국제공항
- 포르투갈
  - 리스본 - 리스본 포르텔라 국제공항
  - 포르투 - 포르투 공항

#### 동유럽
- 체코
  - 프라하 - 프라하 바츨라프 하벨 국제공항
- 헝가리
  - 부다페스트 - 부다페스트 페리 헤지 국제공항

#### 북유럽
- 노르웨이
  - 오슬로 - 오슬로 가르데르모엔 국제공항
  - 베르겐 - 베르겐 공항
- 스웨덴
  - 스톡홀름 - 스톡홀름 알란다 국제공항

### 아메리카

#### 남아메리카
- 브라질
  - 포르탈레자 - 포르탈레자 핀투 마르틴스 국제공항

#### 카리브해
- 신트마르턴
  - 신트마르턴 - 프린세스 줄리아나 국제공항 계절편